# Oxychilus colliourensis
Oxychilus colliourensis is een slakkensoort uit de familie van de Oxychilidae. De wetenschappelijke naam van de soort is voor het eerst geldig gepubliceerd in 1894 door Locard.